# Joan Cabau García
Joan Cabau García (Cerdanyola del Vallès, Vallès Occidental, 20 de desembre de 1956) és un escalador i alpinista català.
Responsable d'equipació internacional de competicions (UIAA), ha estat director del Comitè d'Escalada Esportiva de la Federació Espanyola d'Esports de Muntanya i Escalada (FEDME) i membre fundador del Comitè d'Escalada de la Unió Internacional d'Associacions d'Alpinistes (UIAA). Entre les seves fites en escalada es troben la ruta a la cara nord de la Punta Chausenque als Alts Pirineus el 1974, l'ascens al corredor central de la Torre de Les Courtes al Massís del Mont Blanc, o l'ascens a la Punta Walker el 1982. Al Canadà, al costat d'Eduard Burgada, Masana i Joan Wenceslao, el 1983 obre la "Catalonian route", a les Housers Towers de Bugaboos, a la Colúmbia Britànica.